# Richard Steele
Richard Steele, född 1671 (döpt den 12 mars 1672) i Dublin, död den 1 september 1729 i Carmarthen i Wales, var en engelsk författare.

## Biografi
Steele blev vid sex års ålder faderlös, men en morbror sörjde för hans uppfostran och sände honom 1684 till Charterhouseskolan i London där han hade Joseph Addison till skolkamrat och vän. Fem år senare kom han till Oxfords universitet, som han emellertid lämnade utan examen för att mot morbroderns önskan ta plats vid hästgardet, genom en förnäm gynnares välvilja uppnådde han sedan kaptensgraden vid ett infanteriregemente. En duell, i vilken han dödligt sårade sin motståndare, ingav honom avsmak för krigaryrket (1700), och han ägnade sig i stället åt författarskap.
Detta inledde han med sin avhandling The Christian Hero (1701), i vilken han sökte påvisa bibelns betydelse som moralisk rådgivare. Samma år skrev han sin första komedi, The funeral, där han bröt med den då i lustspelet härskande sedeslösa tonen. Denna tendens erkände han öppet och medvetet i The lying lover (1703; "En bättrad will-hierna", översättning av Karl Gyllenborg 1723); därefter följde The tender husband (1705). Hans sista och bästa lustspel, The conscious lovers, utgavs först 1722.
Under tiden hade han kommit in på en ny art av författarskap, i det han 1707 blivit utgivare av regeringens officiella tidning, The Gazette I denna kunde han ej röra sig så fritt, som han ville. Han uppsatte därför en ny tidning, The Tatler (12 april 1709-2 januari 1711) som utkom tre gånger i veckan. Det är den första av de moraliska veckotidskrifterna, vilka dock haft en föregångare i Defoes The Review. Utom nyheter erbjöd den även förströelseläsning, behandlande sociala och litterära företeelser i välskrivna "essäer", och utgör genom sin harmlösa humor och sina målningar av äkta engelska karaktärstyper och sin i berättelseform meddelade sunda, praktiska moral en föregångare till den borgerliga familjeromanen med dess skildringar av vardagslivets händelser. Tidningen utgavs under pseudonymen Isaac Bickerstaff, en figur, som Swift skapat. Framgången var lysande, orsaken till dess snara upphörande var troligen några satiriska artiklar mot ministern Harley, som hade till följd, att Steele miste sin plats som utgivare av The Gazette. Han hade därefter inte några politiska nyheter till sitt förfogande.
Endast två månader efter att The Tatler upphört, började Steele emellertid en ny tidning, The Spectator, som vann ännu större ryktbarhet (mars 1711-6 december 1712), men där Addison, som medverkat redan i The Tatler, spelade huvudrollen. Efter dess upphörande utgav Steele, för sista gången med Addison som medarbetare, The Guardian (blott 176 nummer från mars 1713). Under de närmaste åren uppsatte han åtskilliga nya tidningar, än av politiskt, än av socialt innehåll, vanligen av kort varaktighet. Omedelbart efter The Guardian uppsatte han The Englishman (oktober 1713) för att störta toryministären; i februari 1714 började The Lover, en moralisk veckoskrift, som efter ett par månader avlöstes av The Reader, riktad direkt mot toryorganet The Examiner. Därefter kom i snabb följd Town Talk, Tea Table och Chit Chat, med vilka han inte hade någon framgång. Tre år senare uppsatte han den mest berömda av sina politiska tidningar, The Plebeian, som gav anledning till en brytning mellan honom och vännen Addison.
Hans sista tidning, The Theatre, utkom 1720. Dessutom skrev han åtskilliga politiska flygskrifter över olika samhällsfrågor. Han var en ivrig whig och av ett ytterst stridslystet temperament. Han yrkade 1713 ivrigt på slopandet av Dunkerques fästning och uppgav sin plats i stämpelkontoret samt lät invälja sig i parlamentet för att genomdriva sin åsikt. Ett ytterst häftigt tal, som han där höll (1714) angående den protestantiska tronföljden (The crisis), gav anledning till att utvisa honom ur parlamentet. Till sitt försvar skrev han den i biografiskt avseende intressanta An apology for himself and his writings (1714). Vid Georg I:s uppstigande på tronen nådde han högt anseende och överhopades med värdigheter (adlad 1715) och ämbeten.
Av dessa senare indrogs dock några för hans uppträdande i en politisk fråga, men då Walpole 1721 kom till makten, insattes han åter i sina forna befattningar. Trots stora inkomster kunde den orolige, nyckfulle och slösaktige mannen aldrig få sin ekonomi att gå ihop, varför han 1724 flyttade från London och tillbringade sina sista år på sin hustrus gods i Wales, där han dog av följderna från ett slaganfall. Hans framställningssätt utmärks genom godmodig humoristisk uppfattning, den öppenhet varmed han gör läsaren till sin förtrogne och den finkänslighet med vilken han tecknar kvinnan.